# Antocha (Antocha) lindneri
Antocha (Antocha) lindneri is een tweevleugelige uit de familie steltmuggen (Limoniidae). De soort komt voor in het Palearctisch gebied.